# الفارس الأسود (داين ويتمان)
داين ويتمان أو الفارس الأسود هو بطل خارق ظهر في مارفل كومكس لأول مرة في ديسمبر 1967. الشخصية من تأليف روي توماس وجون بوسيما.